# Historia de un amor turbio
Historia de un amor turbio es una novela del escritor uruguayo Horacio Quiroga, publicada en 1908 en Buenos Aires por Arnaldo Moen y Hno. Editores.

## Reseña
Narrada en tercera persona y con ciertos elementos autobiográficos, la primera novela de Horacio Quiroga relata la historia de amor a través de los años entre Luis Rohán y las hermanas Mercedes y Eglé Elizalde. La historia se presenta en tres tiempos narrativos distintos; en el primero Rohán, joven de veinte años, corteja a Mercedes, de dieciséis, al tiempo que la hermana menor de esta, Eglé, de nueve años, se enamora secretamente de Rohán. Ocho años después Rohán y Eglé, que ahora tiene dieciséis años, comienzan un noviazgo, aunque sigue estando presente en la relación la figura de Mercedes. Varios años después de la ruptura con Eglé el protagonista acude a visitarla, pero descubre que es imposible revivir el amor.